# Проксима Центавра
Про́ксима Центавра (лат. proxima — найближча, поруч) — тьмяна червона зоря 11-ї видимої зоряної величини, яка є найближчою зорею до Сонця. Третя і найменша компонента потрійної зорі Альфа Центавра, розташована на великій відстані (близько 0,2 світлового року або 12 950 а. о.) від двох інших компонентів системи і має період обертання близько 550 тисяч років. Зорю відкрив 1915 року Роберт Іннес, директор Республіканської обсерваторії (ПАР).
Вона невидима неозброєним оком, має масу  12,3 % маси Сонця та радіус близько 14,5 % від сонячного. Температура поверхні також невисока і складає лише 3000 кельвінів, внаслідок чого зоря має дуже малу світність.
Проксима є спалахуючою змінною типу UV Кита та ΒΥ Дракона, перебуває в стані конвективного турбулентного руху, про що свідчать численні спалахи на її поверхні, зафіксовані спостереженнями як у видимому, так і в рентгенівському діапазонах.
Зоря має планетну систему (2 підтверджені і 1 кандидат), одна з яких — Проксима b — перебуває в зоні, придатній для життя. Також Проксима Центавра є об'єктом численних творів наукової фантастики та гіпотетичним об'єктом дослідження в різноманітних проєктах міжзоряних перельотів.

## Загальні характеристики
Проксима Центавра є червоним карликом спектрального класу M5,5, розташованим на головній послідовності діаграми Герцшпрунга — Рассела. Зоря має ефективну температуру трохи більше 3000 кельвінів та абсолютну зоряну величину 15,5m. Інтегральна світність зорі складає всього 0,16 % від світності Сонця, що є наслідком малого розміру та низької температури. Водночас світність зорі у видимому діапазоні є ще меншою і складає 0,0056 % сонячної. Подібне явище спричинено тим, що в червоних карликів більша частина (понад 85 %) енергії випромінювання припадає на інфрачервону ділянку спектра.
Завдяки оптичній інтерферометрії, проведеній Дуже великим телескопом (VLTI) в 2002 році, було визначено кутовий розмір зорі — 1,02±0,08 кутової мілісекунди, що відповідає розміру в 1,5 радіуса Юпітера, або приблизно 0,14 радіуса Сонця. Виходячи з емпіричних співвідношень для зір головної послідовності, була розрахована маса у 12,2 % від маси Сонця. Однак пізніші оцінки значення маси зорі, які базуються на спостереженні ефекту мікролінзування, дещо більші й становлять 0,150+0,062
−0,051 маси Сонця, однак мають і більшу похибку.
Зорі пізніх спектральних класів мають значно більшу густину, ніж зорі ранніх спектральних класів і Проксима Центавра не є виключенням: її середня густина становить 47,1 г/см3, що в 33 рази більше за аналогічний параметр для Сонця. За рахунок високої густини прискорення вільного падіння на умовній поверхні зорі в 162 рази більше, ніж на поверхні Землі, тобто приблизно 1590 м/с2 (log g = 5,20).
Дослідження 1998 року виявило періодичну зміну яскравості зорі внаслідок обертання з періодом 83,5 доби. Однак інше дослідженні, вже 2002 року, оцінка періоду збільшилася й становила 116,6 доби.

## Структура і внутрішні процеси
Через малу масу Проксима Центавра є повністю конвективною. Відповідно, передача енергії із надр до поверхні відбувається здебільшого за рахунок фізичного руху плазми всередині зорі, і лише незначна частка — завдяки випромінюванню. Через постійне перемішування речовини гелій, який утворюється внаслідок ядерних реакцій, не накопичується в ядрі. Натомість відбувається циркуляція водню та гелію по майже всьому об'єму зорі. Тому, на відміну від Сонця, яке протягом свого перебування на головній послідовності «спалить» близько 10 % початкової кількості водню, Проксима Центавра перетворить на гелій майже весь свій початковий запас водню.
Конвекція призводить до утворення електромагнітного поля. При цьому енергія може вивільнятися за рахунок зоряних спалахів, які на короткий проміжок часу (порядку десятків секунд) підвищують видиму яскравість зорі. Наприклад, 6 травня 2019 року стався потужний спалах, найяскравіший з усіх, які коли-небудь виявляли в цієї зорі. Цей спалах у далекому ультрафіолетовому діапазоні (200–230 нм) мав енергію приблизно 2·1030 ерг або 2·1023 Дж, що відповідає спалахам на Сонці двох найпотужніших категорій: M та X. Такі спалахи можуть бути завбільшки з саму зорю і бути розігрітими до 27 мільйонів кельвінів, тому максимум випромінювання припадає на рентгенівський діапазон. У стані спокою випромінювання Проксими в рентгенівському діапазоні становить (4–16)·1026 ерг/с або 2·1019 Вт, що приблизно дорівнює цьому показнику для Сонця. Пікова потужність випромінювання може сягати 1028 ерг/с (2·1021 Вт).
Хромосфера Проксими активна, у спектрі наявні сильні лінії випромінювання однократно іонізованого магнію (λ=280 нм). Близько 88 % поверхні зорі можуть бути активними, що значно перевищує аналогічний показник для Сонця, навіть коли воно на піку сонячного циклу. Навіть під час відносно стабільних періодів, коли Проксима перебуває в стані спокою, і спалахів або немає зовсім, або їх небагато, корона Проксими розігрівається до понад 3,5 мільйона кельвінів, що майже вдвічі більше за температуру сонячної корони (близько 2 мільйонів кельвінів). Загальна потужність випромінювання в рентгенівському діапазоні співставна з сонячною. Активність змінюється з періодом у 442 дні (приблизно 1,2 року), що значно менше за тривалість сонячного циклу в 11 років. При цьому активність зорі значно менша, ніж для більшості червоних карликів, оскільки Проксима є доволі старою зорею, віком близько 4,85 млрд років. Згідно з припущеннями сучасної теорій еволюції маломасивних зір, рівень активності червоних карликів знижується з часом, так само як і швидкість обертання.
Зоряний вітер від Проксими Центавра доволі слабкий, втрата речовини за одиницю часу становить не більше 20 % відносно аналогічного показника для сонячного вітру. Однак, у відносних величинах (втрата речовини на одиницю площі поверхні) цей показник увосьмеро перевищує інтенсивність сонячного вітру за рахунок значно меншого розміру цієї зорі.

## Етап еволюції
Проксима Центавра залишатиметься на головній послідовності протягом дуже великого проміжку часу, близько 4 трильйонів років. За рахунок дуже низького темпу «спалювання» водню червоні карлики мають значно більшу тривалість перебування на головній послідовності, ніж жовті карлики на кшталт Сонця і тим паче ніж білі та блакитні гіганти. Поступово перетворюючи водень на гелій, Проксима ставатиме меншою й гарячішою, поступово перетворюючись на так званий «блакитний карлик», наприкінці досягнувши світності в 2,5 % від світності Сонця, що майже в 15 разів більше за нинішню світність. Завдяки цьому всі астрономічні об'єкти, які обертаються навколо зорі, будуть суттєво нагріватися протягом мільярдів років. Коли запаси водню будуть вичерпані, Проксима перетвориться на гелієвий білий карлик (без проходження стадії червоного гіганта) та поступово охолоджуватиметься, допоки не перетвориться на чорного карлика.
Сама система Альфа Центавра могла бути сформована шляхом гравітаційного захвату маломасивної Проксими значно масивнішою парою α Центавра A та α Центавра B. Однак для підтвердження цієї гіпотези потрібні точніші вимірювання радіальної швидкості. Якщо подвійна зоря Альфа Центавра захопила Проксиму на ранніх етапах, то усі три зорі повинні мати схожий хімічний склад. Водночас гравітаційний вплив Проксими міг призвести до руйнування протопланетних дисків навколо цих зір. Це могло призвести до розповсюдження летючих елементів, як-от вода в області з меншою концентрацією цих елементів та потенційного збагачення планет земного типу цими елементами.
Згідно з альтернативною теорією, Проксима Центавра могла бути захоплена пізніше, що призвело до руху зорі по витягнутій орбіті, яка, своєю чергою, призводить до додаткових зближень із системою α Центавра AB. У такому випадку гравітаційний вплив всіх трьох зір на планети був би значно меншим. Із часом, протягом приблизно 3,5 млрд років масивніші зорі з подвійної системи втратили б значну частину речовини. Тому в такій моделі існує ймовірність того, що зоря α Центавра C відокремиться від двох інших зір, поступово віддаляючись від них та знову стане окремою одиночною зорею.

## Власний рух і координати

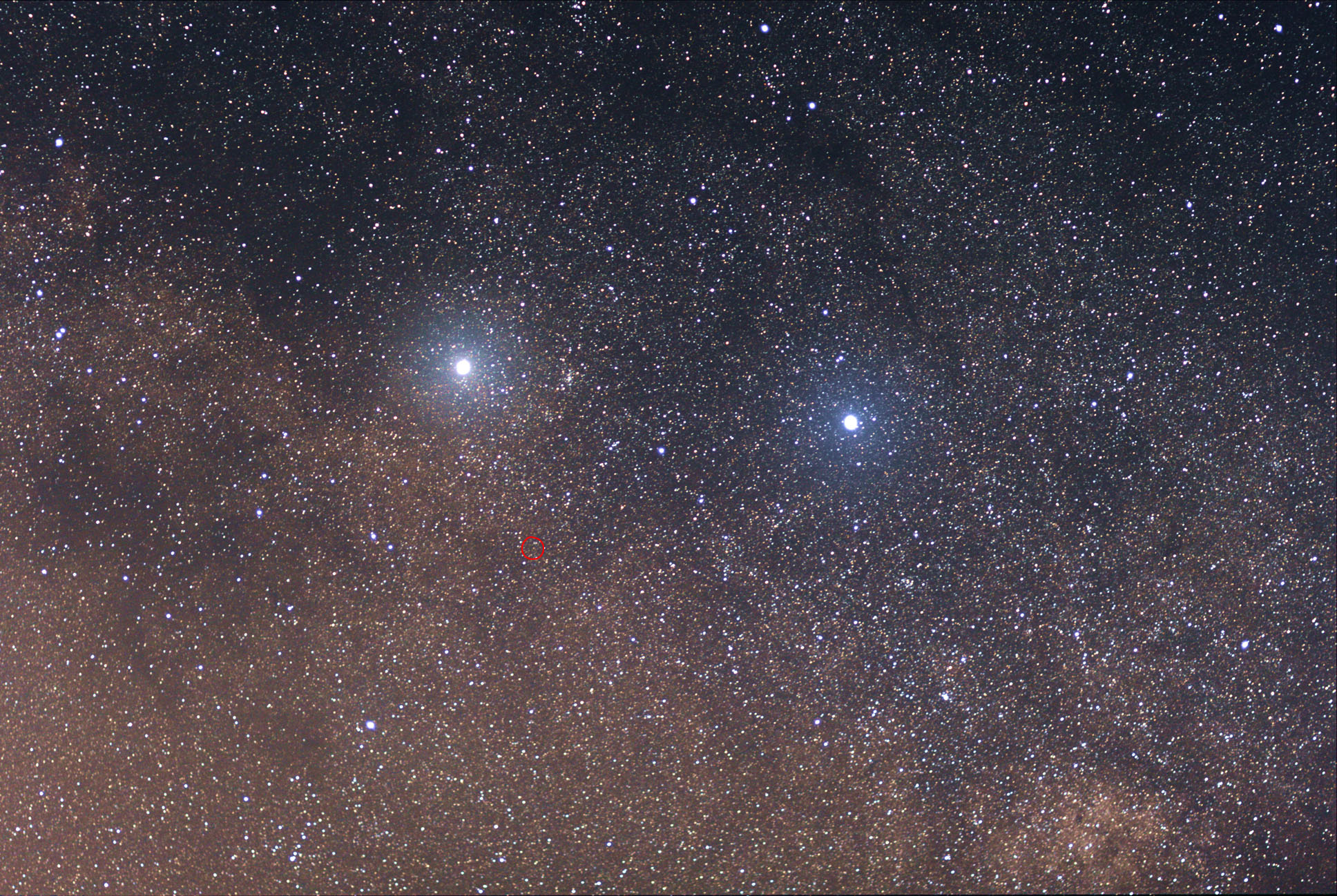
Альфа Центавра A і B — яскраві видимі зорі зліва, які входять до потрійної зоряної системи з Проксимою Центавра, обведеною червоним кольором. Яскрава зоряна система праворуч — це не пов'язана з нею Бета Центавра.

Базуючись на паралаксі, опублікованому в 2020 році в Gaia Data Release 3, що дорівнює 768,0665 ± 0,0499 mas, відстань до Проксими становить 4,2465 світлового року (1,3020 пк або 268 550 а. о.). Попередні розрахунки надавали дещо інше значення паралакса:
- 768,5 ± 0,2 mas (Gaia Data Release 2(інші мови), 2018)
- 768,13 ± 1,04 mas (Research Consortium On Nearby Stars[en], 2014)[49]
- 772,33 ± 2,42 mas (оригінальне видання каталогу Гіппаркос, 1997)[50]
- 771,64 ± 2,60 mas (Hipparcos New Reduction, 2007)[51]
- 768,77 ± 0,37 mas (телескоп «Габбл», 1999)[52]

Для земного спостерігача Проксима Центавра віддалена від двох інших зір системи на 2,18°, що вчетверо більше за видимий діаметр повного Місяця. Власний рух зорі відносно великий і становить 0,368 mas/рік по схиленню та −3,775 mas/рік по прямому піднесенню. Радіальна швидкість відносно Сонця — 22,2 км/с. Для спостерігача з Проксими Сонце виглядає яскравою зорею (видима зоряна величина 0,4), що розташована в сузір'ї Кассіопеї. Для земного спостерігача аналогічну зоряну величину мають зорі Ахернар та Проціон.
Проксима була найближчою до Землі зорею протягом останніх 32 тисяч років і матиме цей статус ще протягом приблизно 25 тис. років. Через 25 тисяч років найближчою парою зір стане Альфа Центавра, причому компоненти системи (А та В) будуть «забирати» цей статус одна в одної кожні 79,91 року внаслідок обертання по орбітах навколо спільного центру мас. Проксима наблизиться до Сонця на певну мінімальну відстань, оцінка якої трохи відрізняється в різних дослідженнях.
| Стаття                         | Мін. відстань, св. р. | Мін. відстань, пк | Час до макс. зближення | Примітки |
| ------------------------------ | --------------------- | ----------------- | ---------------------- | -------- |
| J. García-Sánchez та ін., 2001 | 3,11                  | 0,95              | 26 700 років           | [ 57 ]   |
| V. V. Bobylev, 2010            | 2,90                  | 0,89              | 27 400 років           | [ 58 ]   |
| C. A. L. Bailer-Jones, 2014    | 3,07                  | 0,94              | 26 710 років           | [ 59 ]   |

### Альфа Центавра
Як вже неодноразово зазначалося, Проксима є третьою компонентою в системі Альфа Центавра. Тому іноді застосовують позначення α Cen C. Те, що система є гравітаційно зв'язаною, було спочатку підтверджено комбінованим способом спостереження (з застосуванням наземних телескопів та телескопа Гіппаркос). З більшим довірчим інтервалом цей факт було підтверджено в дослідженні Kervella та інші, 2017. У цьому дослідженні використовувалися високоточні вимірювання радіальної швидкості. Проксима Центавра разом із системою Альфа Центавра обертаються навколо спільного центру мас із періодом 547 000+6600
−4000 років по еліптичній орбіті з ексцентриситетом 0,5 ± 0,08, причому відстань у періастрі складає близько 4300+1100
−900 а. о., а в апоастрі — 13 000+300
−100 а. о. Наразі відстань від компоненти α Cen С до центру мас α Cen АВ становить 12 947 ± 260 а. о. (1,94 ± 0,04 трильйонів км), тобто майже в найвіддаленішій точці своєї орбіти. А вся потрійна система Альфа Центавра обертається навколо центру галактики по еліпсу з великою піввіссю близько 27—31 кпк та ексцентриситетом 0,07.
Альфа Центавра може належати до рухомої зоряної групи, що складається з цієї потрійної системи, а також HD 4391, Глізе 676, гамма2 Косинця та кількох інших зір. Всі вони мають просторові швидкості, які відрізняються всього на 10 км/с (за модулем) від пекулярної швидкості системи Альфа Центавра.

## Планетна система

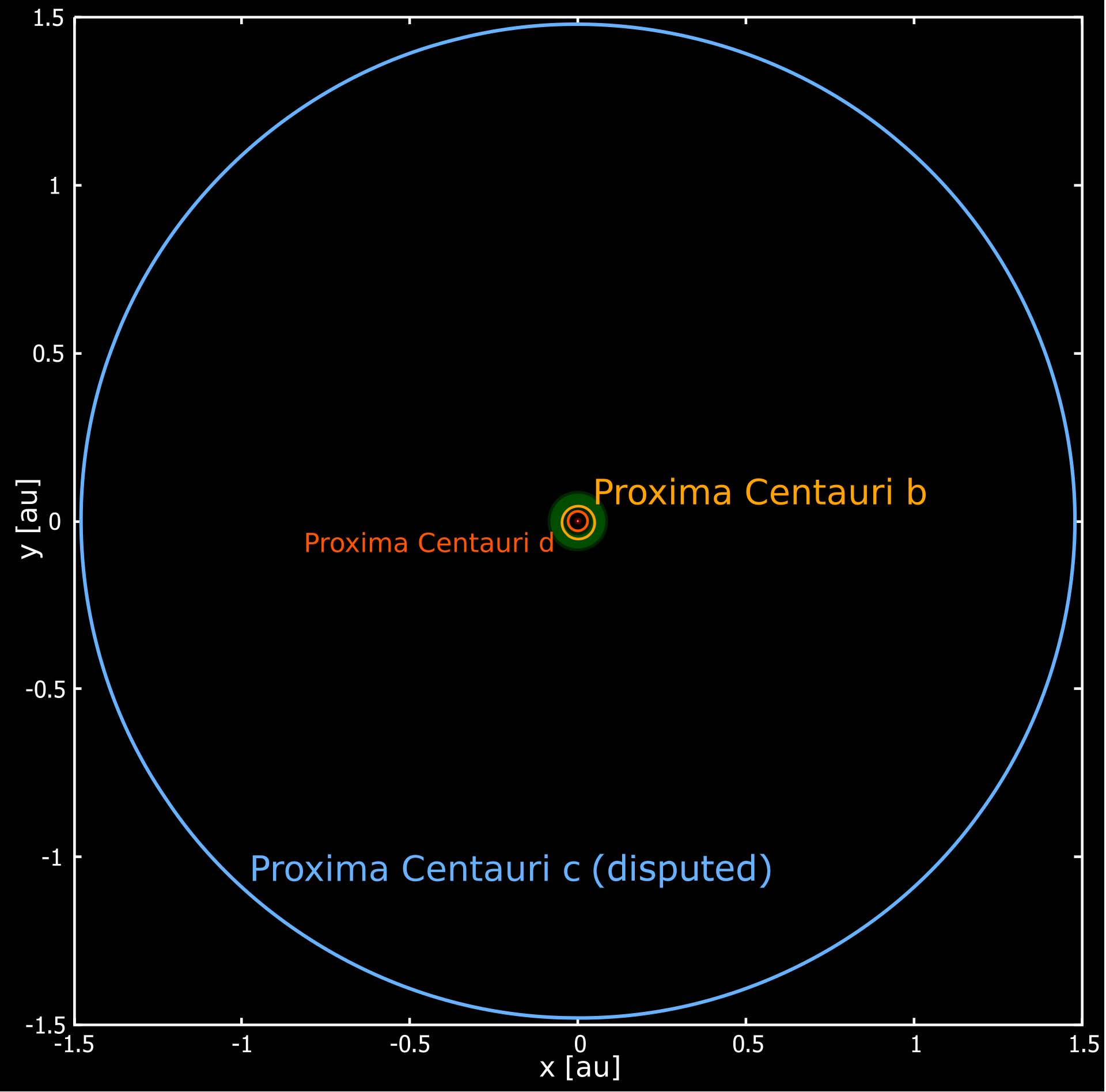
Орбіти трьох планет (d, b і c) системи Проксима Центавра з виділеною зоною, придатною для життя.

Станом на 2022 рік відомо три екзопланети (дві підтверджені та один кандидат), які обертаються навколо Проксими — b, c та d. Пошук екзопланет, що обертаються навколо цієї зорі, розпочався ще в 1970-х роках. У 1990-х значна кількість вимірювань радіальної швидкості обмежила верхню межу можливої маси потенційної екзопланети. Через активність зорі на кривій радіальних швидкостей з'являються додаткові шуми, що ускладнює пошук екзопланет цим методом. 1998 року спостереження телескопа «Габбл» із застосуванням Спектрографа тьмяних об'єктів показали можливу наявність екзопланети, що обертається на відстані приблизно 0,5 а. о. від Проксими. Наступне дослідження, проведене із застосуванням інструменту Wide Field and Planetary Camera 2 не підтвердило наявність будь-яких об'єктів. Астрометричні спостереження, проведені в Серро-Тололо показали потенційну наявність екзопланети, розміром з Юпітер та періодом обертання в 2–12 років.
| Планета | Маса, у масах Землі | Велика піввісь орбіти, а. о. | Орбітальний період, діб   | Ексцентриситет     | Нахил орбіти, ○ | Радіус, радіусів Землі |
| ------- | ------------------- | ---------------------------- | ------------------------- | ------------------ | --------------- | ---------------------- |
| d       | ≥0,26 ± 0,05        | 0,02885+0,00019 −0,00022     | 5,122+0,002 −0,0036       | 0,04+0,15 −0,04    | —               | 0,81 ± 0,08            |
| b       | ≥1,07 ± 0,06        | 0,04857 ± 0,00029            | 11,18418+0,00068 −0,00074 | 0,109+0,076 −0,068 | —               | 1,30+1,20 −0,62        |
| c       | 7 ± 1               | 1,489 ± 0,049                | 1928 ± 20                 | 0,04 ± 0,01        | 133 ± 1         | —                      |

У 2017 році команда радіотелескопа ALMA заявила про відкриття кільця з холодного пилу, що обертається навколо Проксими на відстані 1–4 а. о. від самої зорі. Температура газу за оцінками склала 40 кельвінів, а маса — близько 1 % від маси Землі. Також було припущено наявність двох інших особливостей: другого, ще холоднішого (з температурою 10 К) та значно більшого за розміром (30 а. о.) кільця, а також компактного джерела випромінювання на відстані в 1,2 кутової секунди від зорі. Більш того, припускалася наявність третього, більш гарячого, пилового кільця на відстані 0,4 а. о. від зорі. Однак подальший аналіз показав, що з високою долею ймовірності випромінювання було наслідком великого спалаху самої зорі, який відбувся в березні 2017 року. Наявність пилу в радіусі 4 а. о. від зорі не потрібна для побудови теоретичної моделі, яка б описувала спостережувані результати.

### Проксима b
Проксима Центавра b, або Альфа Центавра Cb, обертається навколо зорі на відстані приблизно 0,05 а. о. (7,5 млн м) із періодом 11,2 доби. Планета є дещо більшою за Землю, її масу оцінюють в 1,17 земної. Окрім того, планета перебуває в зоні, придатній для життя, тобто на її поверхні може існувати вода в рідкому стані.
Перші припущення щодо існування Проксими Центавра b висунув 2013 року фінський астроном Мікко Туомі з Хертфордширського університету і вони базувалися на аналізі архівних спостережень. Щоб підтвердити відкриття, команда астрономів у січні 2016 року запустила проєкт Pale Red Dot (відсилка до знаменитої фотографії з назвою «Бліда блакитна цятка»). 24 серпня 2016 року група з 31 дослідника з різних куточків світу підтвердила існування планети, що обертається навколо Проксими. Керівником групи був каталонський астроном Гільємо Англада-Ескюде (ісп. Guillem Anglada-Escudé) з Лондонського університету королеви Марії. Статтю цієї наукової групи було опубліковано в Nature Astronomy. Спостереження проводилися двома спектрографами: HARPS на 3,6-метровому телескопі Європейської південної обсерваторії та UVES на 8-метровому Дуже великому телескопі, що належить обсерваторії Паранал. Було декілька спроб спостерігати транзит планети по диску зорі. Восьмого вересня 2016 року за допомогою Bright Star Survey Telescope в Антарктиді було зафіксоване зменшення яскравості зорі, схоже на транзит.
У 2016 році було опубліковано наукову статтю, у якій було підтверджено існування екзопланети Проксима Центавра b, а також був зафіксований другий сигнал із періодом у межах від 60 до 500 діб. Оскільки сама Проксима є активною, а кількість спостережень — надто малою, походження сигналу залишається незрозумілим.

### Проксима c
Проксима Центавра c являє собою суперземлю або мінінептун із масою, що перевищує Земну приблизно всемеро та на відстані близько 1,5 а. о. від материнської зорі. Не зважаючи на те, що радіус орбіти в другої планети в системі Проксими Центавра майже такий самий, як велика піввісь орбіти Марса навколо Сонця (1,52 а. о.), за рахунок меншої маси материнської зорі період обертання становить не ~1,9 року, а цілих 5,2 року. Планета перебуває поза межами зони, придатної для життя, оскільки через малу світність червоного карлика має вкрай низьку температуру поверхні, близько 39 К (−198 °C). Відкриття планети опублікувала група астрономів на чолі з італійцем Маріо Дамассо у квітні 2019 року. Група провела вимірювання радіальної швидкості Проксими за допомогою спектрографа HARPS (ESO) і виявила, що існують невеликі збурення, які не пояснюються наявністю на той момент вже відомої планети Проксима Центавра b. 2020 року групою вчених з університету Техасу було підтверджено існування другої планети в цій системі за допомогою аналізу архівних астрометричних спостережень, проведених космічним телескопом «Габбл», починаючи з 1995 року.
Однак інші дослідження поставили це відкриття під сумнів. Зокрема, у червні 2020 року велика міжнародна група дослідників провела спостереження за допомогою спектрополяриметричного інструменту SPHERE, який належить до інструментів комплексу Дуже великого телескопа. Вони отримали ймовірний безпосередній знімок планети, утім зазначили, що вони не отримали чіткого спостереження та підтвердження відкриття. Якщо отриманий ними знімок об'єкта дійсно є другою планетою в системі Проксими, то об'єкт на цьому знімку є надто яскравим для планети такого розміру і віку. У статті було висловлено декілька гіпотез, які пояснюють, чому планета може мати таку яскравість. Зокрема, припускалася наявність або системи кілець радіусом близько 350 000 км (5 радіусів Юпітера) навколо зорі або пилової хмари, утвореної внаслідок зіткнень потенційних супутників планети. Інше дослідження, опубліковане в червні 2022 року, поставило під сумнів сам факт відкриття цієї планети.

### Проксима d
У 2019 році команда астрономів проводила дослідження з використанням інструменту ESPRESSO (який також знаходиться в комплексі VLT) з ціллю уточнити раніше розраховану масу вже відомої планети Проксима Центавра b. Під час аналізу даних, команда виявила періодичні різкі зміни радіальних швидкостей із періодом у 5,15 доби. Було висунуто припущення, що ці збурення викликані наявністю планети масою не менше 0,29 маси Землі. Подальші дослідження підтвердили існування цих періодичних змін, що в кінцевому результаті призвело до анонсу відкриття третьої планети в системі в лютому 2022 року.

### Придатність до життя

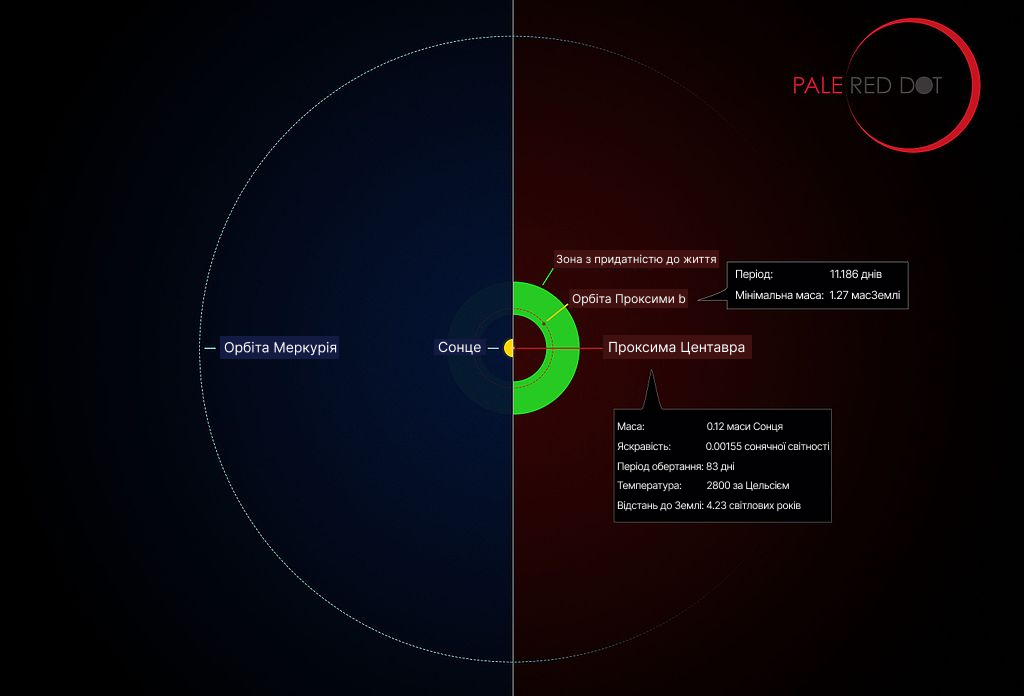
Огляд і порівняння радіусів орбіт планет та радіусу придатної для життя зони.

Ще до відкриття планет у системі Проксими Центавра, у документальному фільмі «Аурелія і Блакитний Місяць» (англ. Alien Worlds) обговорювалася гіпотетична планета, на якій може існувати позаземне життя і яка обертається навколо Проксима Центавра або навколо іншого червоного карлика. Така планета мала знаходитися в зоні, придатній для життя, тобто мати радіус орбіти в межах від 0,023 до 0,054 а. о. (від 3,4 до 8,1 млн км) та мати орбітальний період у 3,6–14 земних днів. Планета, яка обертається настільки близько до материнської зорі, може бути в синхронному обертанні. Якщо ексцентриситет орбіти гіпотетичної планети незначний, Проксима майже не буде рухатися по небу для спостерігача на поверхні цієї планети, а більшість її поверхні буде в зоні або нескінченної ночі, або нескінченного дня. Наявність атмосфери може допомагати перерозподіляти енергію зі світлого до темного боку планети завдяки потужним вітрам, що виникатимуть у наслідок великої різниці температур.
Спалахи, які відбуваються в Проксими, можуть «випарувати» атмосферу планети, яка знаходиться в життєпридатній зоні, однак у документальному фільмі зазначалося, що це не є визначальним фактором, який унеможливлює існування життя. Астрофізик Гібор Басрі з каліфорнійського університету заперечив, що «ніхто не знайшов жодних перешкод для життєпридатності». У випадку відсутності магнітного поля будь-яка достатньо близька до зорі планета буде поступово втрачати атмосферу. Однак наявність достатньо потужного магнітного поля в планети нівелювало б вплив зоряного вітру за рахунок відхилення заряджених частинок. Навіть за умови синхронного обертання планети, якщо її надра розплавлені, вони можуть генерувати достатньо потужне магнітне поле.
Інші вчені, особливо ті, які є прихильниками гіпотези виняткової Землі, не погоджуються тим, що в планетних системах навколо червоних карликів може існувати життя. Будь-яка екзопланета в життєпридатній зоні такої зорі буде перебувати в синхронному обертанні, через що магнітне поле буде надто слабке, тому атмосфера планети буде дуже швидко «здуватися» у відкритий космос через часті корональні викиди маси. У грудні 2020 року в рамках програми SETI був зареєстрований сигнал BLC-1, який був отриманий з напрямку, де в момент спостережень перебувала Проксима. Однак пізніше виявилося, що цей сигнал мав земне походження.

## Історія спостережень

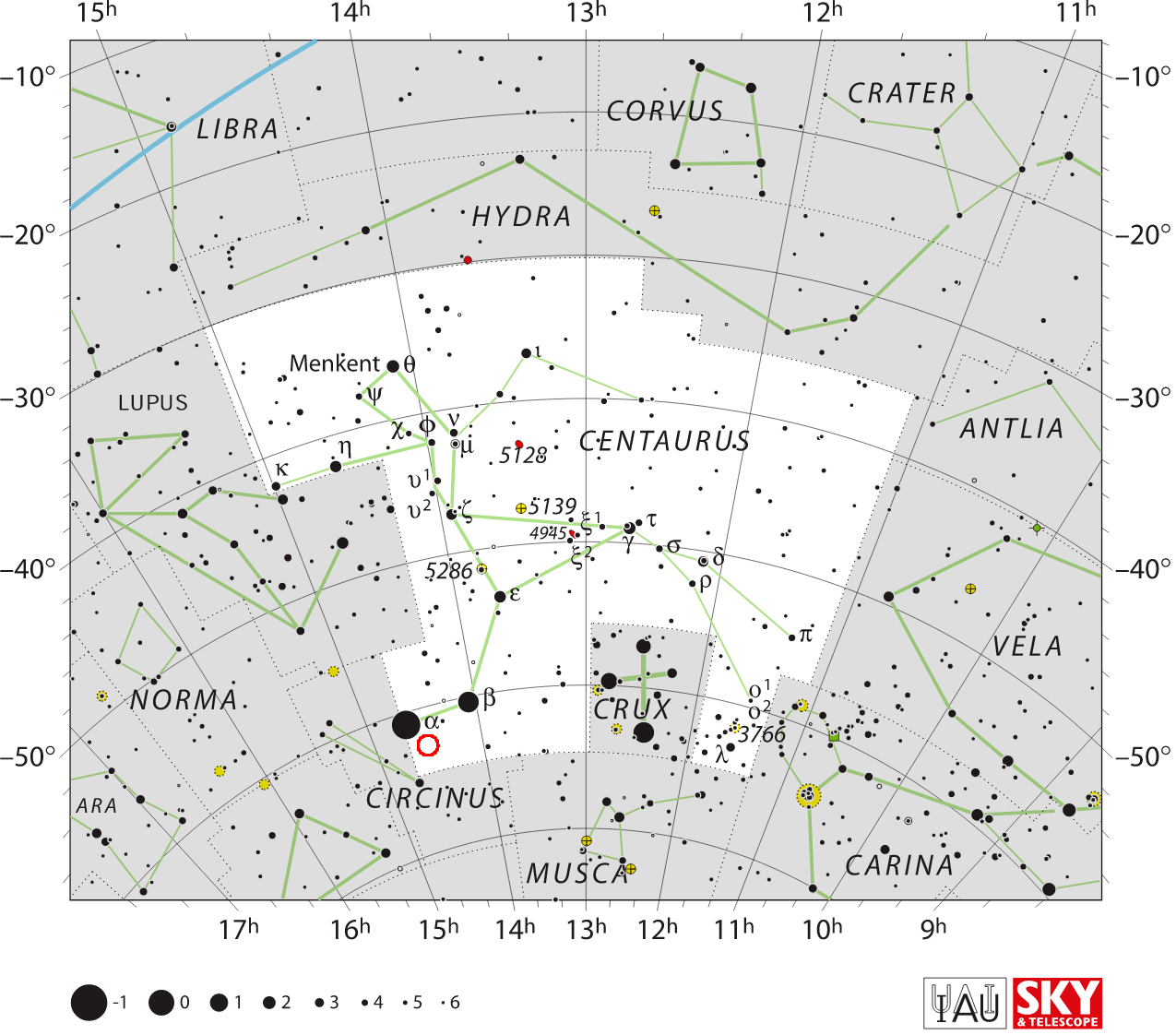
Розташування Проксими Центавра (обведено червоним)

У 1915 році шотландський астроном Роберт Іннес, директор Республіканської обсерваторії в Йоганесбурзі, ПАР, відкрив зорю, яка мала такий самий власний рух, як і Альфа Центавра. Саме він запропонував назву Проксима Центавра. 1917 року в Обсерваторії мису Доброї Надії голландський астроном Жуан Вуте виміряв тригонометричний паралакс зорі, який склав 0,755 ± 0,028 кутової секунди та визначив, що відстань до Проксими майже така сама, як до Альфа Центавра. На момент відкриття це була зоря з найменшою світністю. Повторне вимірювання паралакса зробив американський астроном Гарольд Олден 1928 року, який підтвердив та уточнив вимірювання Іннеса, отримавши значення в 0,783 ± 0,005. 

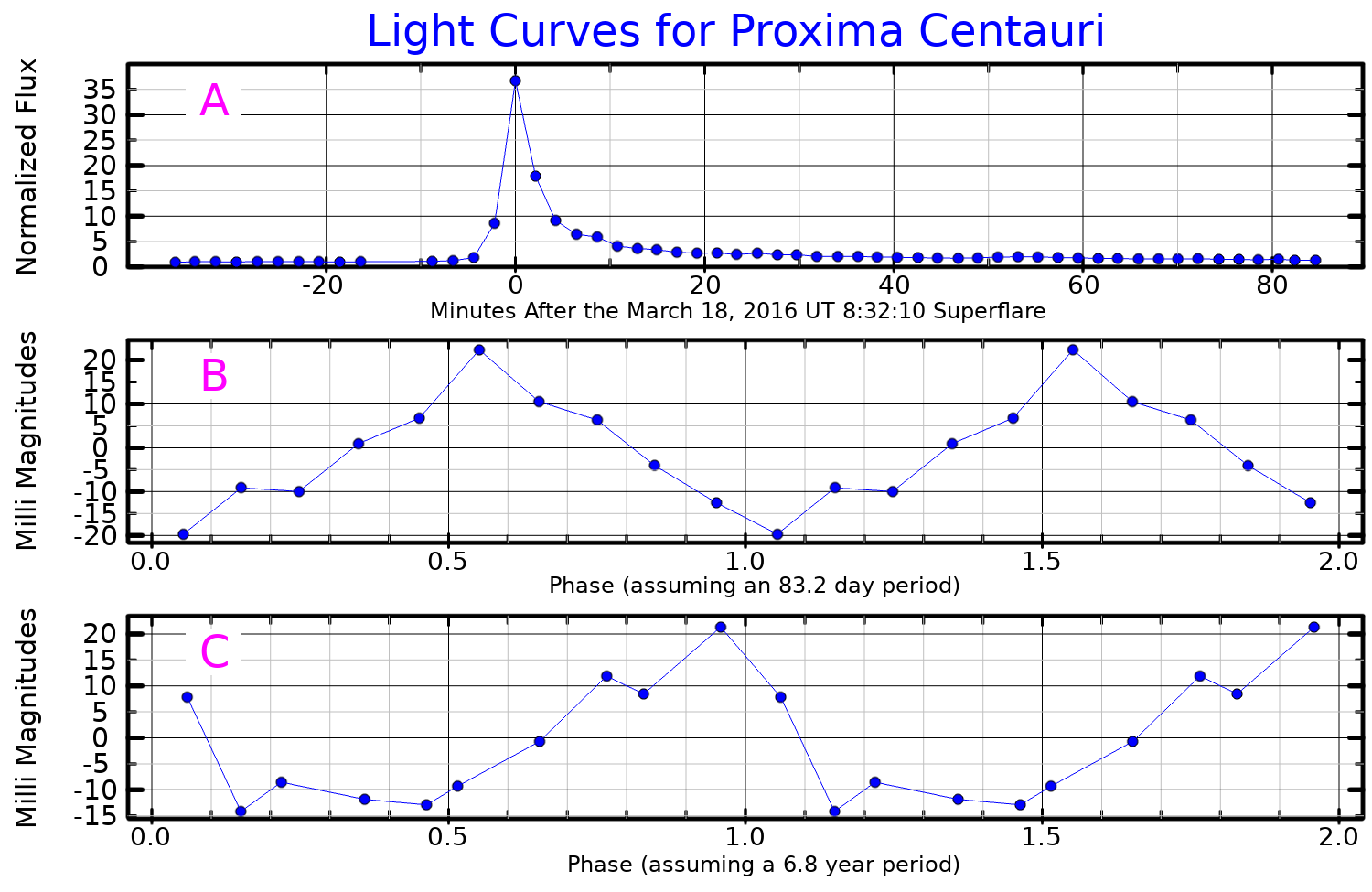
Три криві блиску Проксими Центавра у візуальному діапазоні. На графіку А показано надпотужний спалах, який різко збільшив яскравість зорі на кілька хвилин. На графіку B показано відносну зміну блиску протягом 83-денного періоду обертання зорі. На графіку C показано зміну блиску за 6,8 року, що може бути періодом магнітної активності зорі.

У 1951 році американський астроном Гарлоу Шеплі опублікував відкриття хаотичних потужних спалахів у Проксими. Дослідження попередніх фотографічних записів показало суттєве збільшення зоряної величини приблизно на 8 %, тому зоря стала найактивнішою спалахуючою зорею з відкритих на той момент. Близькість зорі дозволила детально дослідити її активність. 1980 року за допомогою космічної обсерваторії Ейнштейна провели детальне вимірювання рентгенівського спектра зоряних спалахів Проксими. Подальші спостереження провели орбітальні обсерваторії EXOSAT та ROSAT, а дослідження менших, подібних до сонячних, спалахів, відбулося завдяки японському супутнику ASCA в 1995 році. Також у спостереженнях брали участь космічні телескопи XMM-Newton і Чандра. Проксима є найбільш дослідженим об'єктом у рентгенівському діапазоні за кількістю обсерваторій, які були в них задіяні.
Спостереження Проксими Центавра має певні особливості. Через розташування Проксими в південній півкулі вона видима не північніше 27° пн. ш.. Червоні карлики дуже тьмяні, і навіть будучи найближчою до Землі зорею, Проксима не видима неозброєним оком, її видима зоряна величина — 11; навіть із системи Альфа Центавра Проксима виглядає тьмяною зорею 5-ї величини. Відповідно, потрібен телескоп із діаметром об'єктива не менше 8 см (за ідеальних умов) для спостереження цієї зорі. 2016 року Міжнародний астрономічний союз організував Робочу групу з назв зір для стандартизації та каталогізації власних назв зір. Група затвердила назву Проксима Центавра для цієї зорі 21 серпня 2016 року, таким чином її занесли до списку зір із власними назвами Міжнародного астрономічного союзу.
У 2016 році в Проксими відбувся надпотужний спалах, який став найпотужнішим зоряним спалахом за всю історію спостережень. Яскравість зорі в оптичному діапазоні збільшилася в 68 разів, сягнувши позначки в 6,8m. За оцінками, подібні спалахи відбуваються близько 5 разів на рік, однак тривають всього декілька хвилин, тому вони ніколи не фіксувалися раніше. 22 та 23 квітня 2020 року, космічний апарат Нові горизонти зробив знімки двох найближчих до Сонячної системи зір — Проксими Центавра та Вольф 359. При порівнянні із земними знімками, був чітко видимий дуже значний паралакс. Однак, їх використали виключно для наочної демонстрації і за їх допомогою не вдалося уточнити попередні вимірювання відстані.

## Проксима Центавра в науковій фантастиці
За свою історію дослідження, тривалістю в понад 100 років, Проксима стала об'єктом великої кількості науково-фантастичних творів: оповідань, романів, фільмів та відеоігор. У них часто сама зоря або планетна система навколо зорі розглядалася як пункт призначення майбутньої гіпотетичної міжзоряної подорожі людства.

### Фільми та телесеріали
- Вавилон-5 (телесеріал, 1993—1998)[132][133]
- Крізь обрій (фільм, 1997)[134]
- Води Марса (телесеріал, 2009)[135]
- Москва — Кассіопея (фільм, 1973)[136]

### Комп'ютерні ігри
- Elite Dangerous (2014)
- Destroy All Humans! (2005)

## Майбутні дослідження
Завдяки близькості до Землі, Проксима Центавра розглядається в якості кандидата для пункту призначення міжзоряних подорожей. За умови відсутності (станом на 2023 рік) навіть прототипів ядерних реактивно імпульсних двигунів та, відповідно, можливість використання лише стандартних прискорювачів на хімічному паливі, гравітаційних маневрів та сонячних вітрил (які існують у вигляді прототипів), політ до Проксими триватиме тисячі років. Наприклад, космічний апарат «Вояжер-1», який має швидкість у приблизно 17 км/с відносно Сонця, потребував би 73 775 років для того, щоб досягти Проксими, якби він рухався в напрямку цієї зорі. Такі повільні космічні апарати матимуть лише кілька десятків тисяч років, щоб досягнути Проксими Центавра при її зближенні із Сонячною системою, після чого швидкість віддалення цієї зорі від Сонця перевищить швидкість подібних апаратів.
Прискорювачі, що базуються на технології ядерних реактивно-імпульсних двигунів, можуть скоротити час польоту до століть, що надихнуло появу та розвиток таких проєктів, як Оріон, Дедал та Longshot. Інший проєкт — Breakthrough Starshot — націлений на те, щоб досягти системи Альфа Центавра в першій половині XXI століття з використанням мікрозондів, які мають набрати швидкість у 20 % від швидкості світла за рахунок імпульсу від 100-гігаватних лазерів, розташованих на Землі. Зонди мають пролетіти повз Проксиму, зробити знімки та отримати дані про хімічний склад атмосфер планет. Інфомації, відправленій на Землю зондами, знадобиться 4,25 року, щоб бути отриманою земними астрономами.
У 2024 році запланований запуск космічного телескопа TOLIMAN (англ. Telescope for Orbit Locus Interferometric Monitoring of our Astronomical Neighbourhood), задачею якого буде пошук екзопланет у радіусі 10 парсек від Сонця астрометричним методом. У перелік цілей місії входить, зокрема, система Альфа Центавра.